# Joe Phelan
Joe Phelan ist ein ehemaliger US-amerikanischer Basketballspieler.

## Leben
Phelan, ein 1,96 Meter großer Flügelspieler, gehörte bis 1971 zur Basketballhochschulmannschaft des College of the Holy Cross im US-Bundesstaat Massachusetts. In seiner Abschlusssaison erzielte er im Durchschnitt 4,9 Punkte pro Begegnung. Er ging nach Deutschland, um als Berufsbasketballspieler tätig zu werden und wurde von der SGN Essen unter Vertrag genommen, für die er in der Saison 1971/72 in der Basketball-Bundesliga auflief. Ab 1973 spielte Phelan noch als Halbprofi in seinem Heimatland, während er an der University of Connecticut einen Hochschulabschluss sowie den Doktorgrad erlangte. Anschließend wurde er beruflich an einer Schule im Bundesstaat Massachusetts tätig.